# Skoki na trampolinie indywidualnie mężczyzn na Letnich Igrzyskach Olimpijskich 2008
Skoki na trampolinie mężczyzn na Letnich Igrzyskach Olimpijskich 2008 rozegrane zostały na Krytym Stadionie Narodowym.

## Terminarz
Wszystkie godziny są podane w czasie pekińskim (UTC+08:00)
| Data             | Godzina |              |
| ---------------- | ------- | ------------ |
| 16 sierpnia 2008 | 12:14   | Kwalifikacje |
| 19 sierpnia 2008 | 20:15   | Finał        |

## Wyniki

### Kwalifikacje
| Pozycja | Zawodnik          | Układ obowiązkowy | Układ dowolny | Kara | Łącznie | Uwagi |
| ------- | ----------------- | ----------------- | ------------- | ---- | ------- | ----- |
| 1.      | Lu Chunlong       | 31,20             | 41,20         |      | 72,40   | Q     |
| 2.      | Dong Dong         | 31,00             | 40,70         |      | 71,70   | Q     |
| 3.      | Dmitrij Uszakow   | 30,80             | 40,70         |      | 71,50   | Q     |
| 4.      | Jurij Nikitin     | 30,60             | 40,10         |      | 70,70   | Q     |
| 5.      | Tetsuya Sotomura  | 29,60             | 40,70         |      | 70,30   | Q     |
| 6.      | Aleksandr Rusakow | 29,90             | 40,00         |      | 69,90   | Q     |
| 7.      | Jason Burnett     | 28,50             | 41,20         |      | 69,70   | Q     |
| 8.      | Mikałaj Kazak     | 30,30             | 39,40         |      | 69,70   | Q     |
| 9.      | Yasuhiro Ueyama   | 29,90             | 39,30         |      | 69,20   | R1    |
| 10.     | Peter Jensen      | 30,50             | 38,70         |      | 69,20   | R2    |
| 11.     | Diogo Ganchinho   | 29,80             | 39,30         |      | 69,10   |       |
| 12.     | Grégoire Pennes   | 30,00             | 38,70         |      | 68,70   |       |
| 13.     | Ben Wilden        | 28,10             | 39,00         |      | 67,10   |       |
| 14.     | Flavio Cannone    | 29,00             | 37,50         |      | 66,50   |       |
| 15.     | Chris Estrada     | 28,50             | 37,40         |      | 65,90   |       |
| 16.     | Henrik Stehlik    | 30,90             | 33,70         |      | 64,60   |       |

### Finał
| Pozycja | Zawodnik          | Trudność | Wykonanie | Kara | Łącznie |
| ------- | ----------------- | -------- | --------- | ---- | ------- |
| złoto   | Lu Chunlong       | 16,2     | 24,8      |      | 41,00   |
| srebro  | Jason Burnett     | 16,8     | 23,9      |      | 40,70   |
| brąz    | Dong Dong         | 16,2     | 24,4      |      | 40,60   |
| 4.      | Tetsuya Sotomura  | 15,6     | 24,2      |      | 39,80   |
| 5.      | Jurij Nikitin     | 16,2     | 23,6      |      | 39,80   |
| 6.      | Dmitrij Uszakow   | 16,0     | 22,8      |      | 36,80   |
| 7.      | Aleksandr Rusakow | 16,2     | 22,3      |      | 38,50   |
| 8.      | Mikałaj Kazak     | 16,0     | 22,1      |      | 38,10   |